# Hydrellia lapponica
Hydrellia lapponica är en tvåvingeart som först beskrevs av Christian Stenhammar 1844.  Hydrellia lapponica ingår i släktet Hydrellia, och familjen vattenflugor. Arten är reproducerande i Sverige.